# Sant Julià del Mont
Sant Julià del Mont és un monestir benedictí situat al municipi de Santa Pau (Garrotxa), que forma part de l'Inventari del Patrimoni Arquitectònic de Catalunya.

## Descripció
Les restes de l'església mostren un passat gloriós. Fou aixecada amb carreus molt ben escairats de color vermell. D'una sola nau, amb dos cossos afegits posteriorment. Un servia de baptisteri i era de planta semicircular, a manera d'absis. Es conserva íntegre. L'altre era la sagristia, de la qual només en resten els murs. La porta és al costat nord juntament amb el campanar de cadireta original romànic. Al davant s'hi va afegir un cos de dos pisos amb dos grans arcades que servien de pòrtic i d'accés. La volta està enfonsada. Molt a prop hi ha la Rectoria de Sant Julià del Mont.

## Història
En document més antic que s'ha trobat sobre Sant Julià del Mont és un diploma del rei Carles el calb de França, datat l'any 867 a favor del seu abat Rimila. Consta que aquest darrer havia construït les cel·les de Sant Julià i Sant Vicenç en el pagus de Besalú. Mort aquest abat, el monestir va passar a dependre de Sant Esteve de Banyoles. Abans del segle xiv, es creu que es va separar del monestir, ja que apareix en els documents com a parròquia.